# Pete Abele

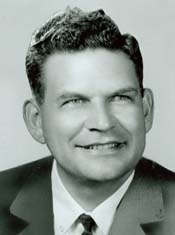
Pete Abele (1963)

Homer E. „Pete“ Abele (* 21. November 1916 in Wellston, Jackson County, Ohio; † 12. Mai 2000 in Hamden, Ohio) war ein US-amerikanischer Politiker. Zwischen 1963 und 1965 vertrat er den Bundesstaat Ohio im US-Repräsentantenhaus.

## Werdegang
Pete Abele besuchte bis 1934 die Wellston High School. In den Jahren 1935 und 1936 gehörte er dem Civilian Conservation Corps an. Anschließend spielte er für einige Zeit Baseball. Zwischen 1938 und 1941 lebte er in Lancaster, wo er bei zwei Firmen angestellt war. Von 1941 bis 1943 gehörte er der Autobahnpolizei von Ohio an. Während des Zweiten Weltkrieges diente er zwischen 1943 und 1946 im Fliegerkorps der US Army. Danach war er für weitere sechs Monate bei der Autobahnpolizei. Gleichzeitig schlug er als Mitglied der Republikanischen Partei eine politische Laufbahn ein. Von 1949 bis 1952 saß er als Abgeordneter im Repräsentantenhaus von Ohio. Nach einem Jurastudium an der Ohio State University und seiner 1953 erfolgten Zulassung als Rechtsanwalt begann er als Jurist zu arbeiten. Von 1953 bis 1957 war er juristischer Berater eines Verkehrssonderausschusses. Außerdem vertrat er für einige Zeit die Stadt McArthur in juristischen Angelegenheiten. Im August 1956 nahm Abele als Delegierter an der Republican National Convention in San Francisco teil, auf der Präsident Dwight D. Eisenhower zur Wiederwahl nominiert wurde. Zwischen 1954 und 1957 war er auch Parteivorsitzender der Republikaner im Vinton County. Im Jahr 1958 kandidierte er noch erfolglos für das US-Repräsentantenhaus.
Bei den Kongresswahlen des Jahres 1962 wurde Abele dann aber im zehnten Wahlbezirk von Ohio in das US-Repräsentantenhaus in Washington, D.C. gewählt, wo er am 3. Januar 1963 die Nachfolge des Demokraten Walter H. Moeller antrat, den er bei der Wahl geschlagen hatte. Da er im Jahr 1964 gegen Moeller verlor, konnte er bis zum 3. Januar 1965 nur eine Legislaturperiode im Kongress absolvieren. Zwischen 1966 und 1991 war Abele Berufungsrichter im vierten Gerichtsbezirk seines Staates. Dabei amtierte er dort mehrfach als Vorsitzender Richter. Im Jahr 1978 war er Oberster Berufungsrichter seines Staates (Chief justice, Ohio Court of Appeals). Außerdem gehörte er als Major der Verwaltung der Autobahnpolizei an. Von 1967 bis 1991 vereidigte er alle Absolventen der Akademie der Autobahnpolizei seines Staates. Er starb am 12. Mai 2000 in Hamden.